# Nordjyske Motorvej
De Nordjyske Motorvej (Nederlands: Noord-Jutlandse autosnelweg) is een autosnelweg in Denemarken, die Aalborg via Randers met Aarhus verbindt. Vanaf Aarhus loopt de autosnelweg verder richting Kolding als Østjyske Motorvej. Over de gehele lengte is de Nordjyske Motorvej onderdeel van de E45.
De Nordjyske Motorvej is administratief genummerd als M70. Deze weg loopt nog een stuk door als Frederikshavnmotorvejen tot Vodskov.

## Geschiedenis
Het eerste gedeelte van de Nordjyske Motorvej dat geopend werd in 1969 is de Limfjordstunnel tussen Aalborg en Nørresundby. Het laatste gedeelte tussen Randers en Aarhus werd in 1994 voor verkeer opengesteld.